# 川上多助
川上 多助（かわかみ たすけ、1884年8月21日 – 1959年7月4日）は、日本の歴史学者。

## 経歴
1884年、茨城県東茨城郡磯浜村（現在の大洗町）に生まれた。1904年に第一高等学校を卒業し、東京帝国大学文科大学史学科に入学。黒板勝美や当時講師であった三浦周行らの指導を受ける。1907年に卒業し、黒板勝美の紹介で、経済雑誌社の嘱託として『続国史大系』と『続群書類従』の校訂・校正に携わる。また、大学院に進学し「荘園ノ研究」を研究課題とした。
1912年から1915年3月まで名古屋市史編纂員を務め、1917年12月には、毛利家が毛利元就、吉川元春と小早川隆景の伝記を編纂するために設置した三卿伝編纂所に入所し、史料調査にあたる。1920年に東京商科大学予科教授になり、同年4月30日付けで三卿伝編纂所は退職するが、その後も嘱託として、小早川隆景卿伝の執筆担当を続け、1924年に脱稿した。またこの間、1931年9月30日から1936年4月10日まで愛知県史編纂主任を務める。1940年に東京商科大学教授を兼任となり、1945年退官。1950年より東京女子大学教授。1955年に東京女子大学を定年退職した。

## 研究内容・業績
- 日本古代の社会経済史を専門とした[10]。三浦周行が『法制史の研究』をまとめる際に校正等を担った[4][11]。

## 著書
- 『日本古代社会史の研究』河出書房、1947年。doi:10.11501/1041677。
- 渡邊世祐 共著『小早川隆景』三教書院、1939年。doi:10.11501/1262394。
  - 渡邊世祐 共著『小早川隆景』（復刻版）マツノ書店、1980年。doi:10.11501/12231408。
- 『日本歴史概説 上』岩波書店、1937年。doi:10.11501/1917846。
- 『日本歴史概説 下』岩波書店、1940年。doi:10.11501/1917850。
- 「平安朝史 上」『綜合日本史大系』 第3巻、内外書籍、1930年。doi:10.11501/1259839。
- 「平安朝史 上1」『綜合日本史大系』 第5巻、内外書籍、1939年。doi:10.11501/1920349。
- 「平安朝史 上2」『綜合日本史大系』 第6巻、内外書籍、1930年。doi:10.11501/1920357。